# Joaquim Rondon
Joaquim Vicente Rondon, ou apenas Joaquim Rondon, {Cuiabá, 5 de abril de 1900 – local não identificado, 1979) foi um militar e político brasileiro, outrora governador de Rondônia entre 1946 e 1947, elegendo-se deputado federal via PSP em 1954.